# Franz Wieber

Franz Wieber

Franz Wieber (* 24. März 1858 in Hünhan; † 30. April 1933 in Duisburg) war ein christlicher Gewerkschaftsführer und deutscher Politiker (Zentrum) sowie Mitglied des Reichstages.

## Leben und Wirken
Franz Wieber wurde als jüngstes von sieben Geschwistern in dem kleinen Dorf Hünhan in Hessen geboren. Seine Eltern waren kleine Landwirte, die als Nebenerwerb eine Weberei betrieben. Er verließ seine Heimat, die ihm keinerlei Arbeitsmöglichkeiten bieten konnte, um im wachsenden Industriegebiet an der Ruhr einen Arbeitsplatz zu finden.
Die dortigen Arbeitsbedingungen waren unmenschlich. In seinen Lebenserinnerungen klagt er an: „Überlange Arbeitszeiten, unbezahlte Überstunden, Sonntagsarbeit, niedrige Löhne, fehlender Arbeitsschutz, schwarze Listen, keine soziale Absicherung, politische Entmündigung. Kolonnenweise wurden Arbeiter bei den Wahlen zur Wahlurne geführt und überwacht. Hunderte wurden auf die Straße geworfen, weil sie nicht gewählt hatten wie manche Herren der Großindustrie und des Bergbaus es verlangten. Das Sozialistengesetz hat die Arbeiterbewegung (auch die christliche) um ein Jahrzehnt zurückgeworfen. Den Nutzen davon hatte der Kapitalismus.“
Im Jahr 1887 gründete Franz Wieber den „Christlichen Fachverein der Former und verwandter Berufsgenossen von Duisburg“. Dabei ging er tatkräftig zu Werk. Bereits 1889 organisierte er einen Streik von vier Wochen Dauer. Wieber und seine Freunde riskierten ihren Arbeitsplatz und landeten auf der „Schwarzen Liste“, sie fanden vier Monate keine Arbeit. Drei seiner Kollegen wurden sogar zu mehrmonatigen Gefängnisstrafen verurteilt.
1890 wurde in Weimar der „Zentralverein der Former“ gegründet. Dieser sollte religiös und parteipolitisch streng neutral sein, doch die Auseinandersetzung zwischen christlicher und sozialistischer Weltanschauung ließ nicht lange auf sich warten. Das Fachorgan des Zentralvereins druckte u. a. Artikel ab, in denen der biblische Schöpfungsbericht als „grober Schwindel“ und das Christentum als „Ableger des Buddhismus“ bezeichnet wurden. Die Idee einer einheitlichen, weltanschaulich neutralen und toleranten Organisation hatte sich auch hier als undurchführbar erwiesen. 
Nach diesen und anderen Meinungsverschiedenheiten trat der Duisburger Formerverein aus dem Zentralverband aus und gründete am 15. Oktober 1899 den Christlichen Metallarbeiterverband. Zum Vorsitzenden wurde Franz Wieber gewählt. Er hatte dieses Amt bis zu seinem Tode im Jahr 1933 inne und musste damit die Zwangsauflösung seiner Gewerkschaft durch die Nationalsozialisten nicht mehr erleben. Zugleich war er Vorstandsmitglied des Gesamtverbandes der christlichen Gewerkschaften Deutschlands, 1911 bis 1918 Mitglied im Provinzialausschuss der rheinischen Zentrumspartei, seit 1919 Vorstandsmitglied der rheinischen Zentrumspartei, 1931 bis 1933 Mitglied des Vorstands der preußischen Zentrumspartei sowie seit 1909 Duisburger Stadtverordneter. 
1928 erhielt Franz Wieber die Ehrenbürgerschaft der Stadt Duisburg. Er gehörte für die katholische Zentrumspartei der Weimarer Nationalversammlung an sowie dem Reichstag von 1920 bis 1933. Von 1920 bis 1924 war er Abgeordneter im Provinziallandtag der Rheinprovinz.